# Mascarpone
Mascarpone (/ˌmæskɑːrˈpoʊn(eɪ), -ni/, một kiểu phát âm Anh-Mỹ là /ˌmɑːsk-/; tiếng Ý: [maskarˈpoːne]) là một loại phô mai kem mềm của Ý được làm đông lại bằng cách cho thêm một số chất có tính axit như nước chanh, giấm, axit citric hoặc axit axetic.
Ở Ý, sản phẩm này được công nhận là prodotto agroalimentare tradizionale ("sản phẩm nông-lương thực truyền thống"; PAT).